# Esdeveniment de disrupció de marea

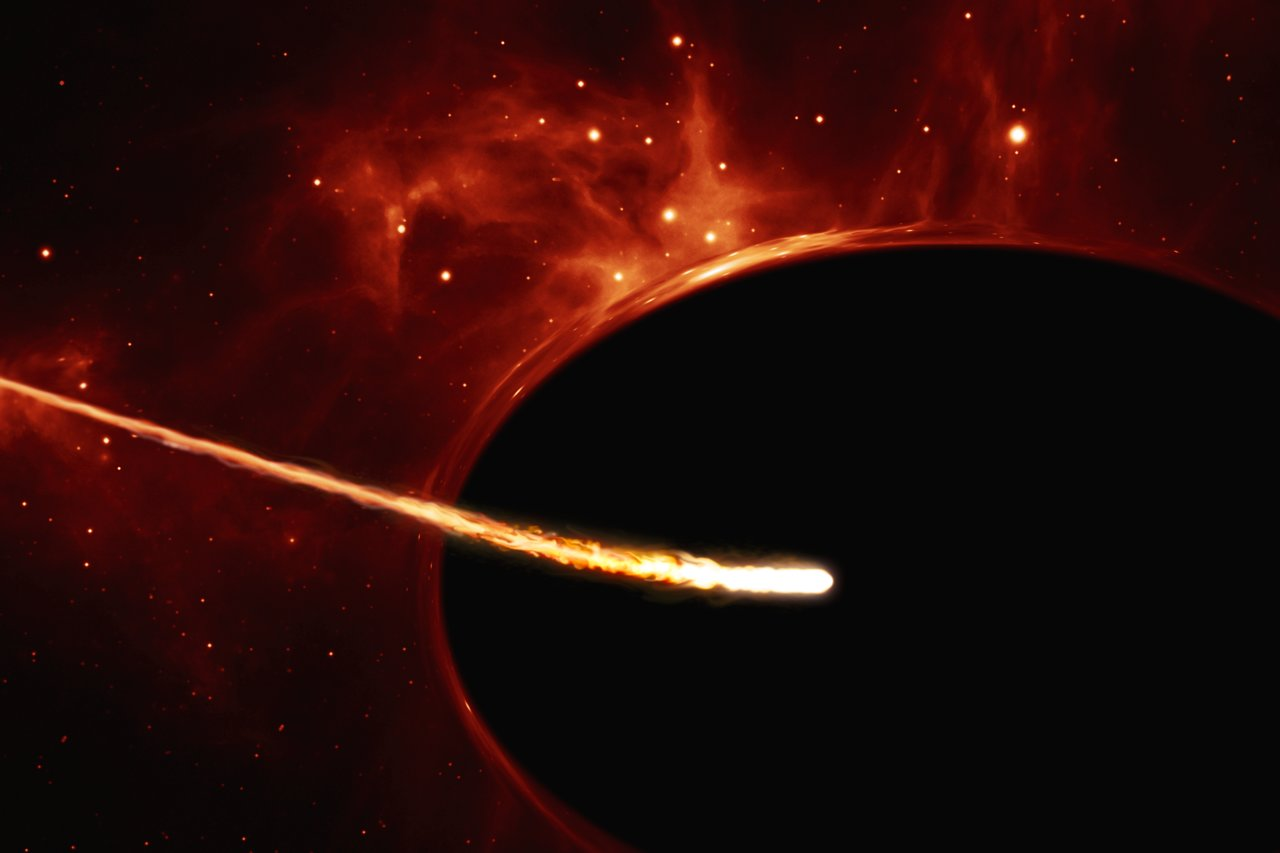
La força gravitatòria del forat negre supermassiu estripa a un estrella propera, que és espaguetificada. Els xocs entre les restes i la calor generada per l'acreció van desencadenar una gran explosió de llum.

Un esdeveniment de disrupció de marea (de l'anglès tidal disruption event) és un fenomen astronòmic que ocorre quan una estrella s'apropa massa a l'horitzó de successos d'un forat negre supermassiu i és destrossada per les forces de marea del forat negre, experimentant l'espaguetització.
En 1975 es va proposar que els esdeveniments de disrupció de marea serien una conseqüència inevitable dels forats negres en els nuclis galàctics, mentre que físics teòrics posteriors han conclòs que la flamarada resultant de la radiació de l'acumulació de restes estel·lars podria ser un signe únic per a la presència d'un forat negre al centre d'una galàxia normal.
Al setembre de 2016, un equip de la Universitat de Ciència i Tecnologia de la Xina a Hefei, Anhui, Xina, va anunciar que, utilitzant dades del Wide-field Infrared Survey Explorer de la NASA, es va observar un esdeveniment de ruptura estel·lar en un forat negre conegut. Un altre equip de la Universitat Johns Hopkins a Baltimore, Maryland, Estats Units, va detectar tres esdeveniments addicionals. En cada cas, els astrònoms van hipotetitzar que el jet, o doll relativista, creat per l'estrella moribunda emetria radiació ultraviolada i de raigs X, la qual seria absorbida pel pols que envoltava el forat negre i emesa com a radiació infraroja. No només es va detectar aquesta emissió d'infraroigs, sinó que es va arribar a la conclusió que el retard entre l'emissió de raigs ultraviolat i raigs X del jet i l'emissió de radiació infraroja de la pols pot utilitzar-se per estimar la grandària del forat negre que devora l'estrella.